# Soviet Suprem
Pour l’article ayant un titre homophone, voir Soviet suprême.
Soviet Suprem est un groupe de musique humoristique français, originaire de la banlieue Est parisienne. Le groupe est composé de John Lénine (alias Toma Feterman, chanteur de La Caravane Passe) et de Sylvester Staline (alias R.wan, chanteur du groupe Java). Son style musical s'inspirerait des musiques des pays de l'Union soviétique mêlées à des influences balkaniques, militaro-punk et rap.

## Biographie
Soviet Suprem est formé en 2013 dans la banlieue Est parisienne. R.wan (Sylvester Staline) du groupe confie venir « d'une banlieue rouge », Vitry-sur-Seine : « J’ai grandi avec André Lajoinie et Georges Marchais. Et petit à petit, mes parents ont trahi le contrat social pour s’embourgeoiser. Je leur en ai beaucoup voulu. De plus, une partie de ma famille a choisi de s’exiler aux États-Unis. C'est leur choix, mais je n’hésiterai pas à les mettre au goulag, parce que c’est la décadence. Moi, j'ai choisi mon camp ! »
Leur premier album, L'Internationale, sort en 2014. Il est suivi, quatre ans plus tard, en 2018, par Marx Attack, qui est accueilli d'une manière mitigée par la presse spécialisée,,.

## Style musical et image
Soviet Suprem revendique être les héros de la Révolution du dancefloor, et imaginent un monde où l'URSS aurait gagné la guerre froide. Dans ce monde, tous les clichés et les valeurs de l'industrie musicale anglo-saxonne sont renversés et la globalisation se transforme en un Grand International, allant ainsi à l'encontre de l'influence américaine sur la musique actuelle. Les références à l'Union soviétique, au communisme et à la Guerre froide sont nombreuses, que ce soit l'imagerie (Bolchoï, faucille et marteau, tenues de dictateurs), le nom du groupe, en référence au Soviet suprême ou les noms des chanteurs, qui font référence à Lénine, Staline, Stallone (Rocky 4), Nikita Khrouchtchev et Youri Gagarine. Selon R. Wan « Il y a un côté grand-guignol, mascarade ».
Sur les albums, John Lénine compose, joue et produit les musiques à partir desquelles les deux héros de la révolution vont ensemble écrire les textes qu'ils scanderont. Sylvester Staline mène les flows à la baguette.
Les concerts mêlent punk rock, hip-hop et meeting politique absurde. La mise en scène est faite par Sylvester Staline et John Lénine, et un décor de cérémonie soviétique habille l'ensemble. Ils sont rejoints sur scène par Didier Croute Chef (aux platines et aux percussions), ainsi que par un quatrième membre qui varie selon les concerts (Cyrilik Saxo au saxophone, Yugo Chavez ou Emilio Stradivarius au violon).

## Discographie

### Singles
- 2013 : Rongrakatikatong
- 2015 : Propaganda (Toma Fetermix Remix)
- 2017 : Vladimir
- 2020 : Con-confinés
- 2023 : Made in China

## Membres
- R.wan — chant
- Toma Feterman — chant, guitare